# Rabdomyom
Rabdomyom är en benign tumör som utgår från tvärstrimmig muskulatur (skelettmuskulatur). Tumören är mycket ovanlig. De kan delas in i neoplastiska rabdomyom och hamartom.
Det finns tre typer av neoplastisk rabdomyom. Hus vuxna, vanligen äldre män, uppkommer adult rabdomyom vanligen i huvud- och nackområdet. Hos barn, vanligen pojkar, uppkommer fetal rabdomyom framförallt bakom öronen. En tredje form, som drabbar kvinnor i medelåldern uppkommer i kvinnans underliv eller livmoder, jämför myom. Vanliga lokalisationer för den adulta varianten är i tungan, i nacken, strupen, och näshålan. Hamartom förekommer i hjärtat och i huden.
Rabdomyom är en ofarlig, det vill säga benign, tumör. Maglina tumörer i tvärstrimmig muskulatur kallas rabdomyosarcom.
Rabdomyom i hjärtat är vanligast hos spädbarn och yngre barn och är kopplat till tuberös skleros.